# Environmedia
Environmedia è stato un gruppo di avanguardia sulla comunicazione ambientale, attivo dal 1973 alla metà degli anni Ottanta, ed editore dell'omonima rivista.

## Storia
Fondata dall'architetto Pierpaolo Saporito, già direttore della Rivista IN, argomenti e immagini di Design, con l'obiettivo di utilizzare i nuovi media elettronici in grado di registrare e trasmettere video, quali i videoregistratori portatili VTR (Video Tape Recorder) della Sony 1/2” e Akay ¼”, al fine di liberalizzare la comunicazione, superando il rigido monopolio televisivo, per scopi sociali e ambientali, aprendo idealmente la nuova era della comunicazione digitale interattiva accessibile a tutti. Il progetto Environmedia si sviluppò inizialmente in sintonia con i gruppi di avanguardia internazionale con la creazione di un Centro di Accesso di via Durini 18 a Milano, in collaborazione con Mario Bellini e Francesco Binfarè, dotato di una sala espositiva e di proiezione e di un laboratorio audiovisivo.
Grazie a una vasta gamma di collaboratori e filmmakers, anche esponenti della controcultura del tempo, il Centro Environmedia poté presentare numerose proprie realizzazioni di videotapes ed eventi, tra i quali:
- Inaugurazione del Monumento ai Bersaglieri di Piazza S. Stefano a Milano (settembre 1973, 15") riprese di Davide Mosconi[3].
- Festival di Re Nudo al Parco Lambro e situazione creativa a Cuggiono, in riva al Ticino inquinato, (30") riprese di Paria[3].
- Convegno sulla cultura alla Palazzina Liberty, organizzato dalla Comune di Dario Fo, con brani del Mistero Buffo (Giugno 1974, 30") riprese di Duccio Berti[3].
- Arcani analoghi (1973, 20") autore: Francesco Binfarè[3].
- Avanguardismo in architettura; vicende del Gallaratese di Aldo Rossi e Ajmonino (ottobre '73, 30") autore: Pierpaolo Saporito[3].
- Emarginazione: riflessioni di protagonisti «emarginati» (zingari, baraccati, handicappati, alcolizzati, drogati) di fronte alla propria immagine, (60") Autore: Italo Bertolasi[3].
- Erotismo, privato e sociale, (30") autore: Italo Bertolasi[3].
- Valle dell’Orco, vita di una comunità. (120") riprese del Centro di Comunicazione di Milano[3].
- CERN, Ginevra, in diretta, (30") autore Agnese Donati[3].
- Congresso internazionale di semiologia presso la School of Architecture di Londra, (giugno 1974, 150") Realizzazione: Mike Barnard[3].
- Fabrizio Plessi, primo “liquidvideo”, inizi 1974, realizzato nella propria vasca da bagno[3].

### Performances sperimentali realizzate nel Centro Environmedia
- "Avvolgimento" modelli di comunicazione tra suono e ambiente, happening (duo for feed back, klavier stukko) di Franco Battiato, con Demetrio Stratos, Elena Zaus, Luciano Bianco, 10 ottobre 1974[4].
- “Ritardo del Tempo” installazione realizzata da Pierpaolo Saporito, sulla asincronicità delle immagini e l'alterazione della reale percezione della simultaneità[5].
- "Mantra rock elettrico" performance musicale di Mino di Martino (organo elettronico, chitarra ecc.) e Terra (vocalist) su immagini di loop della telecamera con il suo schermo, il tutto proiettato su megaschermo in sala[4].
- "Il Corpo, come strumento musicale", performance di Davide Mosconi[4].
- "Take part: lockport" interventi di Jim Burns e Lawrence Halprin[4].
- "Anna" evento con Alberto Grifi e Gianni-Emilio Simonetti[6].

### Incontri e proiezioni svolte nella sede del Centro e in altre sedi internazionali
Operando in collaborazione con altri gruppi di comunicazione italiani ed internazionali, Environmedia ogni settimana apriva la sua sede per eventi tra i quali: 
- "Heart metabolic design" incontro con Terry Honelly su Buckmaster Fuller[7].
- “The Last Whole Earth Catalog” by Richard Raymond[7].
- "Urban planning Aid Inc" testimonianze di partecipazione nei quartieri di Boston[7].
- Incontro con Peter Cook, Archigram, London[7].
- Conferenza con l’Institut de l’Enviroment di Parigi[7].
- Rassegna di videotapes latino-americano, con Jorge Glusberg del Cayc di Buenos Aires[7].
- Incontro con il Top Value Television[7].
- Incontro con il Lynbaan Centrum di Rotterdam e il video olandese e nord europeo[7].
- Incontro con il Global Village di Rudy Stern[7]
- Meeting nazionale con i gruppi video alternativi italiani: tre serate con proiezione di tapes italiani, con convegno sul tema dell’accesso al pubblico a rete di distribuzione alternativa, con Alfredo Pizzogreco, Claudio Rocchi, Giaccari, Lola Bonora[8].

## La Rivista Environmedia
Nel novembre 1974 nacque l’omonima rivista Environmedia, stampata dalle Arti Grafiche Cerliani di Milano, diretta da Pierpaolo Saporito, mirante ad illustrare i nuovi scenari della comunicazione interattiva aperta dai nuovi media e le metodologie volte a diffondere l'utilizzo del VTR come nuovo mezzo capace di essere accessibile a tutte le classi sociali, in una visione di democrazia dell’informazione, riservata allora solo a élite ristrette. In questo contesto, la rivista ha indagato con articoli e ricerche lo stato dell'arte della comunicazione, allora ancora monopolizzati dallo Stato, con i suoi media unidirezionali, proponendo anche inchieste sul video alternativo negli Stati Uniti, Gran Bretagna e Canada, quali luoghi di riferimento e con cui sviluppare un dialogo aperto e innovativo, ipotizzando l’evoluzione verso una società massificata dalla globalizzazione che i media elettronici avrebbero indotto, ma anche la capacità di far emergere forme di creatività collettiva atte a renderla "aperta".
Nell’articolo di apertura della rivista si legge:
(Pierpaolo Saporito, Enviromedia, comunicazioni videoambientali, Arti Grafiche Cerliani 1973, pag 1.)
Tra gli autori degli articoli figurano: Gene Youngblood su Videosfera; Roberto Faenza sulle nuove prospettive TV; Tom de Witt, su Medium ottico mistico; Cavalli Sforza e Donati sulla TV alternativa; Peter Bloch su come distribuire i videotapes; Green Barnard sulla Guerilla television; Binfarè, copertina, Bellini, do it your self; Turket su Immor(t)alità dell'occhio; Alberto Grifi su Anna; P. Saporito, editoriale e le nascenti tv via cavo.
La redazione, coordinata da Gabrielle Hall redigeva dal 1975 per la Biennale di Venezia il 1º Censimento sui Gruppi video nel mondo, Radio e TV locali, Istituti di Ricerca nazionali, oltre 200 schede aggiornate sino al 1976, e pubblicate nel marzo 1977, dalla Tipografia Armena di Venezia.

## Il Laboratorio Environmedia
Dotato delle migliori attrezzature per i montaggi e riprese in studio e in interno e per esterni complete per 3 equipes complete di video portatili, batterie, audio e luci, e un grande proiettore per schermo gigante installato per proiezioni al pubblico, il laboratorio environmedia, allestito nella sede di via Durini a Milano, costituiva il più avanzato in Italia, e permetteva di attivare riprese con gruppi esterni e rapidi montaggi che venivano messi in circuito, prontamente, l'accesso a questi media venne liberamente concesso anche a gruppi di movimenti giovanili permettendo così la realizzazione di reportages "dall'interno" su realtà urbane, situazioni ambientali critiche, consapevoli di come l’utilizzo stesso di questo strumento fosse non solo sociale ma anche politico, capace di creare circostanze di incontro, confronto e dialogo tra fruitori, creatori e decisori, tanto da essere considerato un precursore di ciò che oggi conosciamo come Social Media. Tra gli strumenti di formazione venne redatto un manuale: Videotape, Guida all'uso dei mezzi televisivi leggeri, redatto da Gabrielle Griffin e pubblicato nel 1980 dall'Editore Hoepli di Milano.

### Esposizione di Videotapes in occasione della XV Triennale Di Milano
Nel novembre 1972 il Presidente della XV Triennale di Milano, Remo Brindisi, incarica l'arch. Pierpaolo Saporito quale promotore della partecipazione delle industrie alla Sezione internazionale di design, curata da Ettore Sottsass, che si tenne tra il 20 settembre e il 20 novembre 1973, che presentò 250 video sui maggiori protagonisti del tempo, cui Enviromendia contribuì realizzando filmati con interviste e reportages.
Sulla scia del successo della Triennale si accese il dibattito anche sul campo teorico, con interventi sulla rivista IKON, edita dall'Istituto sulla comunicazione Gemelli, del quale Pierpaolo Saporito ricopriva la carica di direttore del laboratorio multimediale e della biblioteca.

### Intervento di Comunicazione Comunitaria nel quartiere della Giudecca, Biennale di Venezia

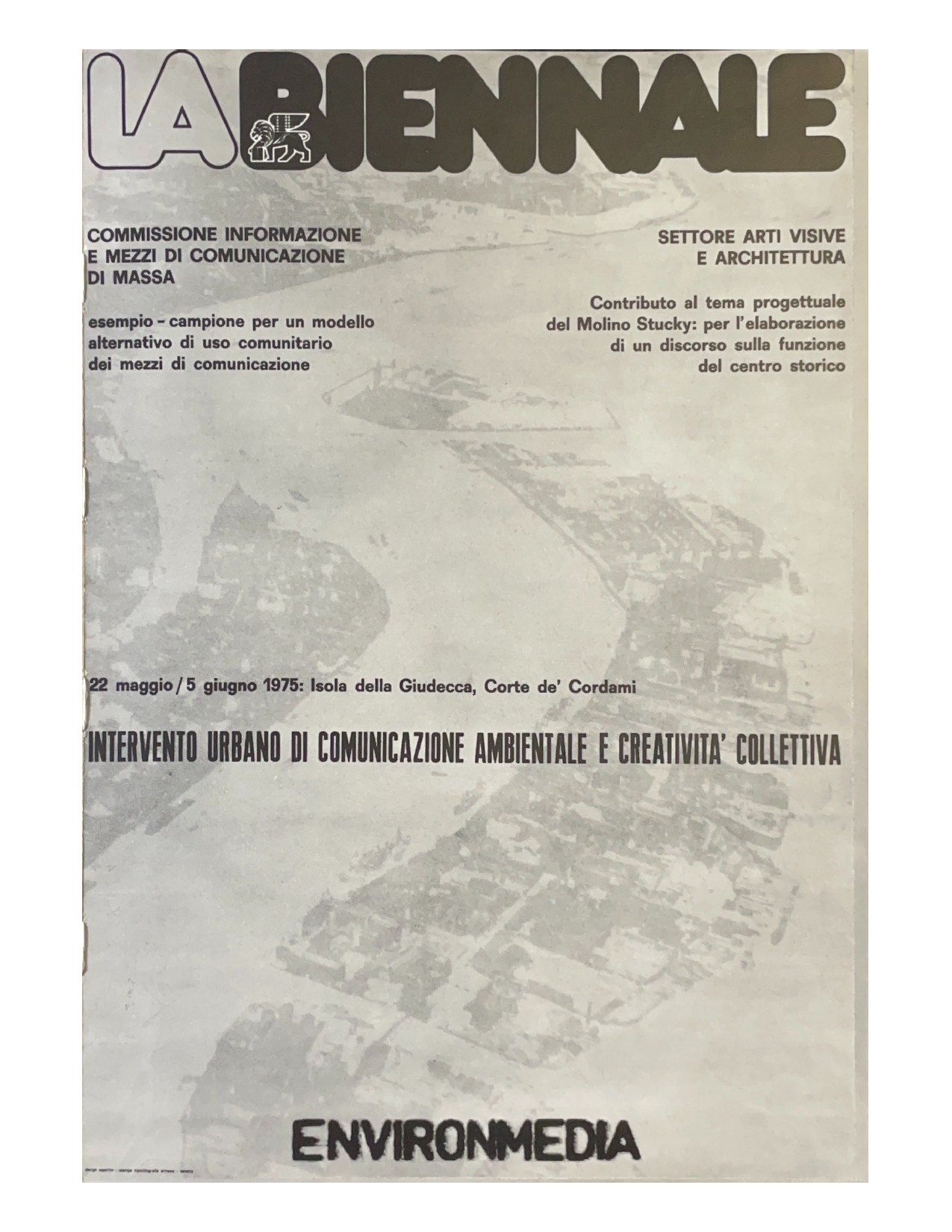
Copertina della rivista della Biennale di Venezia sull'intervento urbano di comunicazione ambientale e creativa, svolto dal Gruppo Environmedia e tenutosi sull'Isola della Giudecca, Venezia, 1975.

Nel 1975 le diverse sperimentazioni, studi e ricerche, portarono alla maturazione di un’inedita esperienza di comunicazione comunitaria nel quartiere della Giudecca, a Venezia su invito della Biennale, ove il gruppo Enviromedia realizzò un progetto di comunicazione ambientale e collettiva, commissionato dalla Commissione Informazione e Mezzi di Comunicazione di Massa, in collaborazione con gli abitanti dell’isola della Giudecca. 
L’intervento si articolò in due fasi, la prima dal 22 maggio 1975 al 15 giugno, e la seconda di feedback dal 24 settembre a 3 ottobre 1975, seguendo la scia di un progetto di cui già la stessa Biennale si stava occupando, ovvero quello della riqualificazione del Mulino Stucky: trenta artisti avevano accettato l’impegno di presentare idee e progetti, rivolti ad un tema specifico da realizzare proprio su un luogo urbano di grande scala quale il mulino. 
In questo contesto, il gruppo Environmedia venne chiamato per procedere a una vera e propria indagine live audiovisiva, con il diretto coinvolgimento della popolazione locale in un’analisi della situazione urbanistica e sociale del quartiere finalizzata ad ottenere idee sull’utilizzazione del Mulino Stucky da parte di architetti e artisti ai fini della mostra in preparazione:
Il progetto si articolava attraverso la creazione di un Centro di accesso, sito alla Corte dei Cordami e la formazione di due gruppi di operatori dotati di VTR e telecamere portatili. 
1. Un gruppo, composto da Gabriell Hall e Agnese Donati, dedito ad una postazione fissa in tre campi destinati alla trasmissione di documenti, raccolta di interviste e materiale di documentazione: costituiti da un laboratorio-regia e vari monitor esterni collegati tramite cablatura, erano collocati alla Corte dei Cordami, Campiello del Forno e alle fondamenta di Sant’Eufemia[22].
2. Una squadra di animazione, composto da Andrea Barzini e Luigi Barzini, con Francesco Cavalli Sforza, che si spostava in diversi luoghi del quartiere (osterie, scuole, sedi di sindacati...) interagendo con gli abitanti per favorire una partecipazione collettiva: ognuna era composta da tre persone, con un membro destinato alle interviste e intercettazione dei soggetti, uno addetto alle riprese con la telecamera, e uno addetto agli altri strumenti elettronici[11], i cui risultati venivano via via registrati su videotapes da diffondere nell'isola e anche presso le sedi della Biennale a Venezia con l’obiettivo di creare un rapporto tra realtà sociale e progettazione artistica[22].

Il gruppo, cui si aggiunsero poi anche Fabio Levorato e Francesco Petit, si mise al lavoro per istituire dei punti di emissione, con la creazione di un centro di accesso all’informazione, per stimolare curiosità e favorire così il dialogo con gli abitanti dell’isola. In questo caso risultò vincente l’utilizzo del mezzo televisivo. Una volta iniziate le prime interviste, emersero subito i tantissimi problemi che affliggevano la comunità, quali la mancanza di un ambulatorio, di trasporti efficienti, o spazi per il tempo libero.
(Pierpaolo Saporito, Comunicazione comunitaria, l’esperienza di comunicazione audiovisiva nel quartiere della Giudecca, La Biennale di Venezia, 1975, pag 14 - 21)
Nel giro di pochi giorni, la partecipazione da parte della popolazione locale divenne sempre maggiore, tanto che il gruppo enviromedia, visto prima come ‘estraneo’ viene infine accolto e utilizzato come parte integrante della comunità.
Le interviste si trasformarono poco a poco, divenendo sempre più spontanee, ritraenti la vita quotidiana degli abitanti della Giudecca, i quali esponevano i problemi prominenti e che necessitavano di interventi immediati. Le riprese effettuate da enviromedia compresero anche le vicende dei più giovani, intenti a giocare e a coinvolgere anche i membri stessi del gruppo nelle proprie attività ricreative.
Il punto centrale del progetto riguardava la possibilità di ricevere feedback in diretta dagli abitanti, permettendo così un continuo riciclaggio delle riprese, che contribuiva alla costruzione di un’informazione democratica e volta ad una partecipazione completa e omogenea.
La squadra di animazione si occupò di frequentare i diversi poli in cui la giudecca era divisa, per riprendere ed intervistare la popolazione locale senza seguire una scaletta predefinita, per garantire maggiore spontaneità.
Un esempio significativo fu il dialogo che venne costruito tra gli abitanti del Casermone, considerato come il ghetto della mala giudecchina, luogo degradato e da evitare, e chi abitava nel resto dell’isola: grazie alle riprese effettuate da enviromedia, e la conseguente testimonianza di immagini di chi viveva al Casermone, fu possibile la realizzazione di un nuovo rapporto con gli abitanti di altri quartieri.
La mostra “A proposito del Mulino Stucky”, aperta ai Magazzini del Sale di Venezia dal 15 settembre al 4 novembre 1975, presenta accanto alle proposte di architetti e artisti, un allestimento di Environmedia che illustra le idee e proposte degli abitanti, miranti a porre rimedio al degrado dilagante nell’isola e alle condizioni delle persone che ci vivevano. La volontà popolare divenne quindi un elemento fondamentale del progetto, e aiutò nella costruzione di un nuovo rapporto di comunicazione con le Istituzioni, onde pervenire a scelte decisionali condivise. 
Il lavoro svolto da Enviromedia passò quindi dall’essere una semplice documentazione ad un vero e coinvolgimento attivo da parte degli abitanti nei confronti delle tematiche sul futuro del proprio ambiente, favorendo un colloquio non solo con gli artisti, ma soprattutto con le istituzioni.
Sempre su richiesta della Commissione, il gruppo Enviromedia realizzò poi una serie di interviste e reportage ai maggiori nomi dell’architettura italiana del tempo quali Giovanni Muzio, Alberto Sartoris, Luigi Cosenza, Ignazio Gardena e Giovani Michelucci, in occasione di una mostra sull’architettura italiana tra le due guerre, che si sarebbe tenuta proprio in occasione della Biennale.
Questa capacità di innescare un processo partecipativo e creativo attirò l’attenzione di molta stampa e specialisti e in particolare del Consiglio d’Europa, che vide nella sperimentazione alla Giudecca “un modello di comunicazione ambientale alternativa fatta con e per gli abitanti con l’obbiettivo di una dilatazione della sfera individuale e privatistica in conoscenza comunitaria, creando momenti associativi e di partecipazione pubblica sui problemi più impellenti della comunità stessa assai significativi sul piano culturale e democratico” 
Con queste motivazioni Pierpaolo Saporito fu invitato in qualità di relatore alla Convegno internazionale "l’ambiente urbano e la qualità della vita" tenutosi a Bruxelles il 16 e 17 giugno, dove illustrò sia la metodologia per la costruzione di una struttura di comunicazione ambientale al servizio degli abitanti, sia il processo che portava a una capacità di avviare un coinvolgimento creativo che portava a una coscienza comunitaria tale da orientare le scelte istituzionali nelle forme più vantaggiose sul piano economico e sociale.

### Comunicazione Aperta, seminari sull'uso e la lettura della comunicazione audiovisiva, Biennale di Venezia, 1975
A seguito del successo degli interventi di Comunicazione Comunitaria, svolte alla Giudecca, la Commissione Comunicazione della Biennale decide di estendere queste innovative sperimentazioni anche a 4 comuni dell’interland veneziano (Copparo, Fusignano, Rossano Veneto, Vittorio Veneto), incaricando ancora Environmedia allo scopo di approfondirne le dinamiche e valutarne gli effetti. 
Il Gruppo Environmedia, coordinato da Pierpaolo Saporito, e composto da Gabrielle Hall, Francesco Petit, Fabio Levorato, viene accompagnato da una serie di esperti (quali Giancorrado Ulrich, Pierdomenico Bonomo, Franco Iseppi, Tullio Seppilli, Giuseppe Richieri, Ermanno Olmi) con il compito di monitorare gli eventi e redigere report per la pubblicazione.
Sulla base del principio validato nell’esperienza della Giudecca, secondo il quale una comunitá si forma solo con la comunicazione e si sviluppa appropriandosi degli stessi mezzi, Environmedia inauguró una nuova metodologia, promuovendo il trasferimento delle capacità tecnico-espressive agli utenti, allestendo una mostra didattica e un manuale tecnico in grado di formare nel primo giorno le équipe locali, che si offrivano e con le quali si mettevano in luce le tematiche legate ai bisogni o aspirazioni delle Comunità, che avrebbero costituito l’oggetto dell’intervento. Stabilito un centro di accesso comunitario con laboratorio al servizio delle équipe e presto in grado di diffondere le registrazioni nei vari punti di proiezione e feedback con la popolazione, quali piazze, bar, istituti, municipio e scuole, si procedeva per un progressivo coinvolgimento di tutte le istanze sociali, ove ciascuno sia notabile o amministratore che semplice cittadino poteva entrare negli schermi, godendo della momentanea fama, e contribuendo alla elaborazione collettiva delle soluzioni, anche le più innovative, che nel processo finale di confronto in piazze affollate, venivano spesso immediatamente adottate dalle giunte. Ogni seminario, della durata di soli quattro giorni, dava risultati sorprendenti, ben documentati nella pubblicazione.
Come esempio significativo si può prendere in esame il caso del Seminario condotto a Rossano. I temi che furono scelti come base d’appoggio furono il lavoro a domicilio, le case fatiscenti, e la condizione degli anziani. Su quest’ultimo tema il gruppo di Enviromedia riscosse una reazione molto forte da parte dei cittadini del comune: se inizialmente, in un’intervista fatta al rappresentante dell’E.C.A. venne menzionata e spiegata la necessità della costruzione di una Casa di riposo per anziani, nelle interviste che seguirono venne fatto notare come i finanziamenti stanziati per la costruzione dell’edificio (circa 500 milioni di lire) sarebbero stati poi usati per la costruzione di una Casa per ospitare solo tredici anziani. Nel momento in cui questi dati vennero messi a disposizione del pubblico sul grande schermo in piazza, la reazione fu immediata, con crescente affluenza degli abitanti, che misero in evidenza come un tale stanziamento per un numero così ridotto di anziani fosse quantomeno non giustificabile, soprattutto in una condizione come quella del comune di Rossano, in cui la necessità di fondi per la ristrutturazione di case e altri edifici era emersa come assolutamente necessaria. Ne seguì un’accesa discussione in piazza che via via permise di far incontrare amministratori e cittadini, verso soluzioni condivise.
Questi seminari ebbero forte eco sui giornali, sia per il numero dei cittadini coinvolti che degli effetti risultanti, da nuove delibere a più approfonditi studi o al lancio di nuovi progetti, sino alla decisione di valorizzare questa esperienza fornendo alle scuole e ai gruppi locali adeguate attrezzature audiovisive. 
In sintesi, l’esperienza di Environmedia è riconosciuta come propedeutica delle nuove prassi introdotte dai media digitali e internet, quale qualificante base della creazione da parte dell'UNESCO nel 1996 di Osservatorio per la Comunicazione Digitale, l’osservatorio sulla comunicazione Culturale e Audiovisiva nel Mediterraneo e nel Mondo, riconosciuto dall’ONU nel prestigioso ruolo di special Consultative status dell'ECOSOC nel 2005.

## Rassegna Stampa
Segue una rassegna stampa di tutti i giornali che si occuparono di scrivere e raccontare i seminari:
- La Biennale di Venezia in Emilia-Romagna (L’Unità, 22 ottobre 1975)
- Mezzi audiovisivi e masse popolari (Il Resto del Carlino, 31 ottobre 1975)
- Il seminario sull’uso dei mezzi audiovisivi (Gazzetta di Ferrara, 31 ottobre 1975)
- In corso il seminario indetto dalla Biennale (Il giornale di Vicenza, 14 novembre 1975)
- Terminato a Rossano il seminario aperto (Il giornale di Vicenza, 17 novembre 1975)
- Uso razionale dei mezzi audiovisivi (Avanti, 18 novembre 1975)
- Audiovisivi: seminario di studi (Il Gazzettino, 23 novembre 1975)
- Il seminario a Rossano Veneto sull’uso degli audiovisivi (L’Unità, 27 novembre 1975)
- Mezzi audiovisivi e cultura di massa (L’Avvenire, 27 novembre 1975)
- Metodologia sull’uso dei mezzi audiovisivi (Il Gazzettino, 28 novembre 1975)
- Vittorio Venete - Le comunicazioni audiovisive (Il Gazzettino, 29 novembre 1975)
- Filmata la realtà di Vittorio Veneto (L’Avvenire, 2 dicembre 1975)
- Concluso il seminario della Biennale sugli audiovisivi (Avanti, 3 dicembre 1975)
- Biennale: seminario sugli audiovisivi (Paese Sera, 3 dicembre 1975)
- Concluso l’incontro sugli audiovisivi (Il Gazzettino, 3 dicembre 1975)
- Si è concluso il seminario della Biennale sugli audiovisivi (L’Unità, 3 dicembre 1975)
- Due seminari per una libera informazione (Il Femminile, 1 gennaio 1976)